# Ralf Adloff
Ralf Adloff (* 15. Januar 1974) ist ein ehemaliger deutscher Nordischer Kombinierer und heutiger DSV-Cheftechniker.

## Werdegang
Adloff, der am Stützpunkt Klingenthal trainierte, gehörte in den 1990er Jahren zum Nationalkader in der Nordischen Kombination. Der Sachsenmeister aus der Saison 1991/92 machte auf internationaler Ebene erstmals beim B-Weltcup im März 1994 mit dem dritten Rang in Hinterzarten auf sich aufmerksam. Seine ersten Weltcup-Punkte sammelte er im Winter 1994/95.
Bei den deutschen Meisterschaften 1997 in Baiersbronn wurde Adloff sowohl im Einzel als auch gemeinsam mit Thomas Abratis im Teamsprint Vizemeister. Nachdem Adloff Ende Dezember 1998 in Oberwiesenthal als Fünfzehnter bester DSV-Athlet geworden war und die halbe WM-Norm erreicht hatte, machte er seinen Anspruch auf einen Kaderplatz bei den Nordischen Skiweltmeisterschaften 1999 in der Ramsau deutlich. Tatsächlich wurde er schließlich für die Weltmeisterschaften nominiert, aber lediglich im Einzel nach der Gundersen-Methode eingesetzt. Dabei belegte er den 35. Platz.
Seine besten Einzelplatzierungen im Weltcup stellen die beiden dreizehnten Ränge dar, die er im März 1999 in Zakopane sowie im Januar 2000 in der Ramsau belegte. Nach der Saison 2000/01, in der er vorrangig im zweitklassigen B-Weltcup startete, beendete Adloff seine Karriere. Seinen letzten Wettkampf absolvierte er bei den deutschen Meisterschaften 2001.

## Statistik

### Weltcup-Platzierungen
| Saison  | Platz | Punkte |
| ------- | ----- | ------ |
| 1994/95 | 41.   | 148    |
| 1998/99 | 31.   | 305    |
| 1999/00 | 30.   | 320    |
| 2000/01 | 59.   | 030    |

### Grand-Prix-Platzierungen
| Saison | Platz | Punkte |
| ------ | ----- | ------ |
| 1995   | 15.   |        |
| 1998   | 11.   | 012    |
| 1999   | 04.   | 216    |

### Continental-Cup-Platzierungen
| Saison  | Platz | Punkte |
| ------- | ----- | ------ |
| 1993/94 | 27.   | 018    |
| 1995/96 | 54.   | 016    |
| 1996/97 | 24.   | 064    |
| 1997/98 | 18.   | 071    |
| 2000/01 | 05.   | 179    |